# 王永宁
王永宁（1929年—2006年），原名王盈祥，陕西省宜君县人。中国人民解放军中将。
1940年3月，王永宁参加八路军并任陕西鄜县警卫1旅青年干校学员、宣传员，后改任冀察热辽军区政治部文工团团员，文工团分队长，干事，工作队队长。1948年，历任第13兵团政治部组织部干事，第13兵团休养所政治教导员，广西军区政治部组织部干事，中国人民解放军第49军145师政治部组织科副科长、处副主任、主任、团政治委员、师政治部主任等职位。1969年至1975年底，任广州军区政治部宣传部部长，后任成都军区副政委，率部参加中越战争。1998年3月，第九届全国人大第一次会议上，他当选全国人民代表大会常务委员会委员
2006年去世。